# Enregistrament analògic de so
L'enregistrament analògic de so, és la tècnica per la qual es captura el so i s'emmagatzema en senyals analògics. En contraposició a l'enregistrament digital de so que utilitza senyals digitals.
Els sistemes analògics d'enregistrament són tres:
1. Enregistrament mecànic analògic o Enregistrament electromecànic analògic.
2. Enregistrament magnètic analògic o Enregistrament electromagnètic analògic.
3. Enregistrament òptic analògic o Enregistrament fotogràfic del so.

Avui dia l'enregistrament analògic encara pot preferir-se en ocasions pels seus matisos sonors. No obstant això, presenta diversos inconvenients pel que fa a l'enregistrament digital:
- No admet la multigeneració. Cada que es genera una còpia de l'enregistrament original, es produeixen pèrdues. Per tant, el senyal resultant cada vegada, té més soroll i s'assembla menys a l'original.
- Es degrada amb facilitat. Les cintes es desmagnetitzen si se'ls apropa un imant, els discos de vinil es raguin i els solcs sofreixen alteracions amb el pas constant de l'agulla, etc.
- Resulta més complex i limitat el muntatge i l'edició dels enregistraments.

## Història primerenca

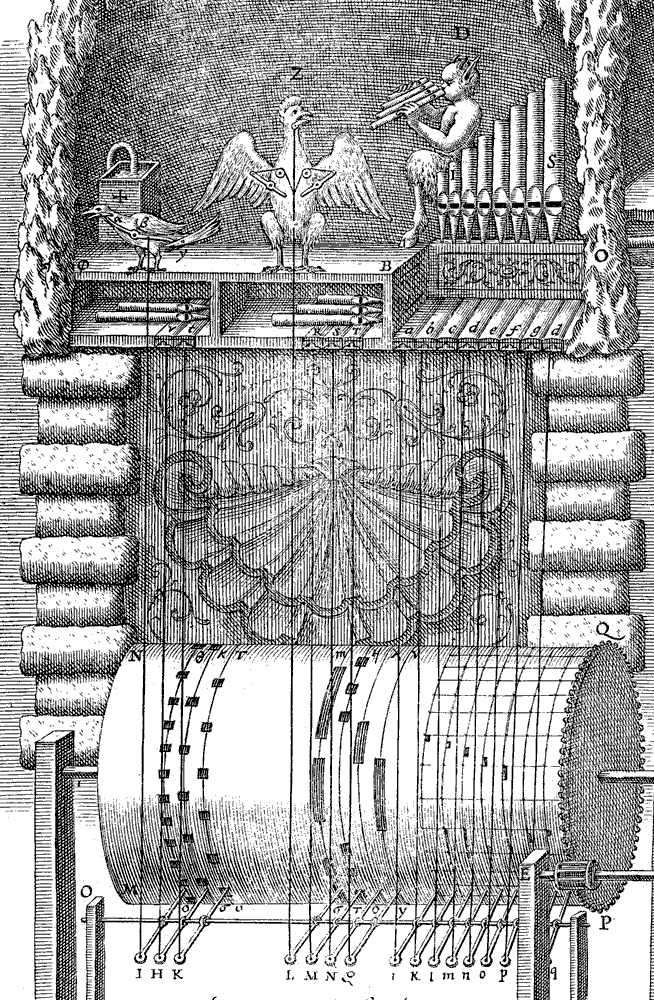
Òrgan mecànic, 1650.

Molt abans que es gravés per primera vegada el so, la música es gravava, primer mitjançant notació musical escrita, després també mitjançant dispositius mecànics (per exemple, caixes de música a corda, en les quals un mecanisme fa girar un fus, que prem les pues metàl·liques, reproduint així una melodia). La reproducció automàtica de música es remunta al segle IX, quan els germans Banū Mūsā van inventar el primer instrument musical mecànic conegut, en aquest cas, un òrgan hidroalimentat (impulsat per aigua), que utilitzava cilindres intercanviables. Segons Charles B. Fowler, aquest "... cilindre amb clavilles elevades en la superfície va seguir sent el dispositiu bàsic per produir i reproduir música mecànicament fins a la segona meitat del segle xix". Els germans Banū Mūsā també van inventar un flautista automàtic, que sembla haver estat la primera màquina programable.
Les talles en la Capella Rosslyn de la dècada de 1560 poden representar un intent primerenc de registrar els patrons de Chladni produïts pel so en representacions de pedra, encara que aquesta teoria no ha estat provada de manera concloent.
Al segle xiv, es va introduir en Flandes un timbre mecànic controlat per un cilindre giratori. Dissenys similars van aparèixer en òrgans de barril (segle XV), rellotges musicals (1598), pianos de barril (1805) i caixes de música (ca. 1800). Una caixa de música és un instrument musical automàtic que produeix sons mitjançant l'ús d'un joc d'agulles col·locades en un cilindre o disc giratori per arrencar les dents afinades (o llaminetes) d'una pinta d'acer.
L'òrgan del recinte firal, desenvolupat en 1892, utilitzava un sistema de llibres de cartró perforats plegats en acordió. El piano, que es va demostrar per primera vegada en 1876, utilitzava un rotllo de paper perforat que podia emmagatzemar una peça musical llarga. Els rotllos de piano més sofisticats es "tocaven a mà", la qual cosa significa que eren duplicats d'un rotllo mestre que s'havia creat en un piano especial, que perforava el mestre mentre un intèrpret en viu tocava la cançó. Per tant, el rotllo representava un enregistrament de la interpretació real d'un individu, no solament el mètode més comú de perforar el rotllo mestre a través de la transcripció de la partitura. Aquesta tecnologia per gravar una interpretació en viu en un piano roll no es va desenvolupar fins a 1904. Els rotllos de piano van estar en contínua producció en massa des de 1896 fins a 2008. Un cas de drets d'autor de la Cort Suprema dels Estats Units en 1908 va assenyalar que, només en 1902, es van fabricar entre 70.000 i 75.000 pianos, i es van produir entre 1.000.000 i 1.500.000 rotllos de piano.

## Fonògraf

### Fonògraf amb cilindre
| "Kham Hom" ("Paraules dolces")                                                                            |
| |
| Enregistrament de fonògraf de cilindre de músics de Siam (tailandesos) visitant Berlín, Alemanya en 1900. |
| |

El 30 d'abril de 1877, el poeta, escriptor humorístic i inventor francès Charles Cros va enviar un sobre segellat que contenia una carta a l'Acadèmia de Ciències de París en la qual explicava detalladament el seu mètode proposat, anomenat paleòfon. Encara que mai es va trobar rastre d'un paleòfon en funcionament, els historiadors recorden a Cros com el primer inventor d'una màquina d'enregistrament i reproducció de so.
El primer dispositiu pràctic d'enregistrament i reproducció de so va ser el fonògraf de cilindre mecànic, inventat per Thomas Edison en 1877 i patentat en 1878. La invenció aviat es va estendre per tot el món i durant les següents dues dècades l'enregistrament comercial, distribució, i la venda d'enregistraments de so es va convertir en una nova indústria internacional en creixement, amb els títols més populars venent milions d'unitats a principis del segle xx. El desenvolupament de tècniques de producció en massa va permetre que els enregistraments de cilindres es convertissin en un nou article de consum important als països industrials i el cilindre va ser el format de consum principal des de finals de la dècada de 1880 fins al voltant de 1910.

### Fonògraf de disc

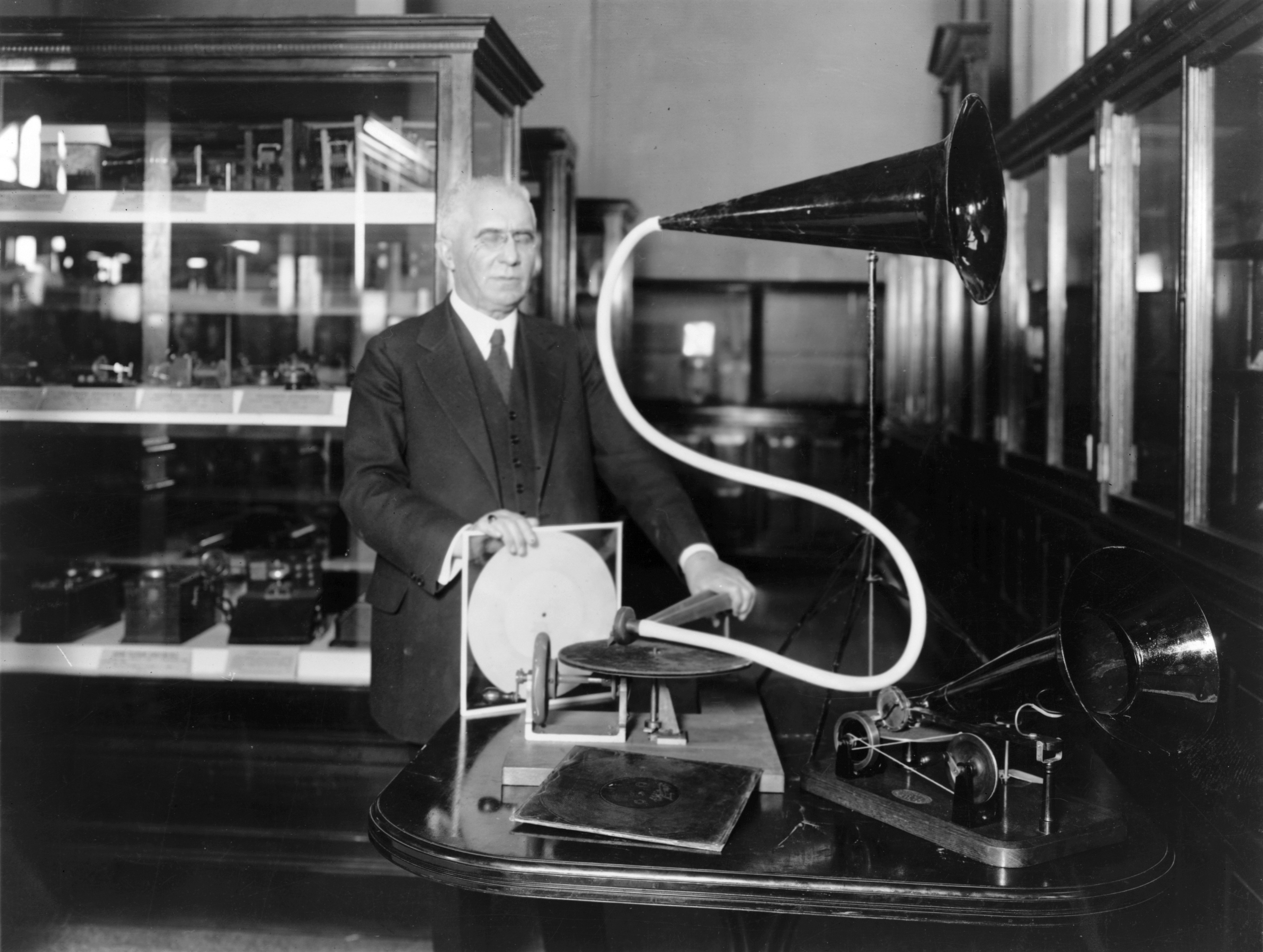
Emile Berliner amb el disc gramòfon.

El següent gran desenvolupament tècnic va ser la invenció del disc de gramòfon, generalment acreditat a Emile Berliner i patentat en 1887, encara que d'altres havien demostrat aparells de disc similars abans, més notablement Alexander Graham Bell en 1881. Els discos eren més fàcils de fabricar, transportar i emmagatzemar, i tenien el benefici addicional de ser marginalment més sorollosos que cilindres. Les vendes del disc de gramòfon van superar el cilindre ca. 1910, i al final de la Primera Guerra Mundial, el disc s'havia convertit en el format d'enregistrament comercial dominant. Edison, que va ser el principal productor de cilindres, va crear Edison Disc Record en un intent per recuperar el seu mercat. El disc de goma laca de doble cara (nominalment 78 rpm) va ser el format de música de consum estàndard des de principis de la dècada de 1910 fins a finals de la de 1950. En diverses permutacions, el format de disc d'àudio es va convertir en el mitjà principal per als enregistraments de so de consum fins a finals del segle xx.
Encara que no hi havia una velocitat universalment acceptada, i diverses companyies oferien discos que es reproduïen a diferents velocitats, les principals companyies discogràfiques finalment es van establir en un estàndard industrial de facto de nominalment 78 revolucions per minut. La velocitat especificada va ser 78,26 rpm als Estats Units i 77,92 rpm en la resta del món. La diferència de velocitats es va deure a la diferència en les freqüències de cicle de l'electricitat de CA que alimentava els estroboscopis utilitzats per calibrar els torns d'enregistrament i les plataformes giratòries. La velocitat nominal del format de disc va donar lloc al seu sobrenom comú, el "setanta-vuit" (encara que no fins que altres velocitats estiguessin disponibles). Els discos estaven fets de goma laca o materials similars al plàstic trencadís, jugats amb agulles fetes d'una varietat de materials que inclouen acer dolç, espina i fins i tot safir. Els discos tenien una vida útil clarament limitada que variava segons com es fabricaven.
Anteriorment, els mètodes d'enregistrament purament acústics tenien una sensibilitat i un rang de freqüència limitats. Les notes de la gamma de freqüències mitjanes es poden gravar, però les freqüències molt baixes i molt altes no. Instruments com el violí eren difícils de transferir a un disc. Una tècnica per bregar amb això va involucrar l'ús d'un violí Stroh que usa una banya cònica connectada a un diafragma que al seu torn està connectat al pont del violí. La botzina ja no va ser necessària una vegada que es va desenvolupar l'enregistrament elèctric.
El disc LP amb microsolc de 33 1⁄3 rpm de llarga durada es va desenvolupar en Columbia Records i es va presentar en 1948. El senzill de vinil amb microsolc de 7 polzades (18 cm) i 45 rpm de durada curta va ser introduït per RCA Victor en 1949. Als Estats Units i la majoria dels països desenvolupats, els dos nous formats de vinil van reemplaçar per complet als discos de goma laca de 78 rpm a finalitats de la dècada de 1950, però en alguns racons del món, el 78 es va perllongar fins a ben entrada la dècada de 1960. El vinil era molt més car que la goma laca, un dels varis factors que van fer que el seu ús per a discos de 78 rpm fos molt inusual, però amb un disc de llarga durada el cost addicional era acceptable. El format compacte de 45 va requerir molt poc material. El vinil oferia un rendiment millorat, tant en estampat com en reproducció. Els discos de vinil es van anunciar, de manera massa optimista, com "irrompibles". No ho eren, però eren molt menys fràgils que la goma laca, que alguna vegada s'havia promocionat com "irrompible" en comparació dels cilindres de cera.

## Enregistrament elèctric

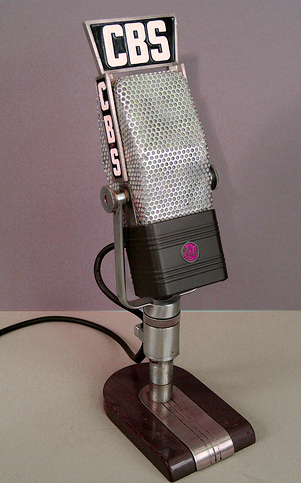
El RCA-44, un micròfon de cinta clàssic introduït en 1932. Es van utilitzar àmpliament unitats similars per a enregistrament i transmissió en la dècada de 1940 i ocasionalment encara s'utilitzen en l'actualitat.

L'enregistrament de so va començar com un procés purament mecànic. Excepte per uns pocs dispositius d'enregistrament toscs basats en telèfons sense mitjans d'amplificació, com el telègraf, es va mantenir així fins a la dècada de 1920. Entre la invenció del fonògraf en 1877 i els primers enregistraments digitals comercials a principis de la dècada de 1970, possiblement la fita més important en la història de l'enregistrament de so va ser la introducció del que llavors es deia enregistrament elèctric, en la qual un micròfon es va utilitzar per convertir el so en un senyal elèctric que es va amplificar i es va utilitzar per activar el llapis d'enregistrament. Aquesta innovació va eliminar les ressonàncies del "so de la botzina" característiques del procés acústic, va produir enregistraments més clars i amb més cos en estendre enormement el rang útil de freqüències d'àudio, i va permetre capturar sons distants i febles que abans no es podien gravar. Durant aquest temps, diversos desenvolupaments electrònics relacionats amb la ràdio van convergir per revolucionar el procés d'enregistrament. Aquests incloïen micròfons millorats i dispositius auxiliars com a filtres electrònics, tots dependents de l'amplificació electrònica per ser d'ús pràctic en l'enregistrament.
En 1906, Lee De Forest va inventar el tub de buit de tríode Audion, una vàlvula electrònica que podia amplificar senyals elèctrics febles. En 1915, estava en ús en circuits telefònics de llarga distància que van fer pràctiques les converses entre Nova York i San Francisco. Les versions refinades d'aquest tub van ser la base de tots els sistemes de so electrònics fins a la introducció comercial dels primers dispositius d'àudio basats en transistors a mitjan dècada de 1950.
Durant la Primera Guerra Mundial, enginyers dels Estats Units i Gran Bretanya van treballar en formes de gravar i reproduir, entre altres coses, el so d'un submarí alemany amb finalitats d'entrenament. Els mètodes d'enregistrament acústic de l'època no podien reproduir els sons amb precisió. Els primers resultats no van ser prometedors.
El primer enregistrament elèctric emesa al públic, amb poca fanfàrria, va ser de l'11 de novembre de 1920, servei fúnebre de The Unknown Warrior a l'Abadia de Westminster, Londres. Els enginyers d'enregistrament van utilitzar micròfons del tipus que s'usa en els telèfons contemporanis. Quatre es van instal·lar discretament en l'abadia i es van connectar a un equip d'enregistrament en un vehicle en l'exterior. Encara que es va utilitzar amplificació electrònica, l'àudio era feble i poc clar. No obstant això, el procediment va produir un enregistrament que d'una altra manera no hauria estat possible en aquestes circumstàncies. Durant diversos anys, aquest disc poc conegut va seguir sent l'únic enregistrament elèctric emesa.
Diverses companyies discogràfiques i inventors independents, en particular Orlando Marsh, van experimentar amb equips i tècniques per a l'enregistrament elèctric a principis de la dècada de 1920. Els Autograph Records gravats elèctricament de Marsh ja s'estaven venent al públic en 1924, un any abans de les primeres ofertes d'aquest tipus de les principals companyies discogràfiques, però la seva qualitat de so general era massa baixa per demostrar un avantatge obvi sobre els mètodes acústics tradicionals. La tècnica del micròfon de Marsh era idiosincràtica i el seu treball va tenir poc o cap impacte en els sistemes que estaven desenvolupant uns altres.
El gegant de la indústria telefònica Western Electric tenia laboratoris d'investigació amb recursos materials i humans que cap companyia discogràfica o inventor independent podia igualar. Tenien el millor micròfon, un tipus de condensador desenvolupat allí en 1916 i millorat enormement en 1922, i els millors amplificadors i equips de prova. Ja havien patentat una gravadora electromecànica en 1918 i, a principis de la dècada de 1920, van decidir aplicar intensament el seu maquinari i experiència per desenvolupar dos sistemes d'avantguarda per gravar i reproduir so electrònicament: un que emprava discos convencionals i un altre que es va gravar òpticament en una pel·lícula cinematogràfica. Els seus enginyers van ser pioners en l'ús d'anàlegs mecànics de circuits elèctrics i van desenvolupar una gravadora superior de "línia de goma" per tallar la ranura en el patró de cera en el sistema d'enregistrament de disc.
En 1924, s'havia aconseguit un progrés tan espectacular que Western Electric va organitzar una demostració per les dues principals companyies discogràfiques, Victor Talking Machine Company i Columbia Phonograph Company. Tots dos aviat van obtenir la llicència del sistema i tots dos van fer els seus primers enregistraments elèctrics publicades al febrer de 1925, però cap dels dos les va publicar fins a diversos mesos després. Per evitar que els seus catàlegs existents es tornessin instantàniament obsolets, els dos arxirivals de molt temps van acordar en privat no donar a conèixer el nou procés fins a novembre de 1925, moment en el qual estaria disponible suficient repertori registrat elèctricament per satisfer la demanda anticipada. Durant els anys següents, les companyies discogràfiques menors van atorgar llicències o van desenvolupar altres sistemes d'enregistrament elèctric. En 1929 solament l'etiqueta de l'econòmica Harmony seguia emetent nous enregistraments realitzats per l'antic procés acústic.
La comparació d'alguns enregistraments de prova de Western Electric supervivents amb els primers llançaments comercials indica que les companyies discogràfiques van reduir artificialment el rang de freqüència dels enregistraments per no aclaparar als equips de reproducció no electrònics, que reproduïen freqüències molt baixes com un sotragueig desagradable i desgastaven ràpidament els discos amb altes freqüències fortament gravades.